# Heinrich Gültig
Heinrich Gültig (* 20. Mai 1898 in Heilbronn; † 9. Juni 1963 ebenda) war vom 26. April 1933 bis April 1945 Oberbürgermeister von Heilbronn. Der gelernte Kaufmann gehörte ab 1930 der NSDAP an. Nach dem Zweiten Weltkrieg verbüßte er eine mehrjährige Haftstrafe wegen der Erschießung eines französischen Kriegsgefangenen bei Neuenstadt am Kocher. Nach seiner Haftentlassung 1953 erwarb er ein Heilbronner Unternehmen, das Weinkorken fertigte. Das nach ihm benannte Gültig-Verfahren zur Sterilisierung von Naturkorken mit Schwefeldioxid hat sich weltweit als Standard durchgesetzt.

## Leben
Von Beruf war Gültig Kaufmann. 1921 erhielt er die Prokura in dem von seinem Großvater Christian Heinrich Gültig (1836–1912) gegründeten und von seinem Vater Karl Gültig geleiteten Baustoffunternehmen. Zum 1. September 1930 trat er der NSDAP bei (Mitgliedsnummer 305.820). Im Januar 1932 wurde er Gemeinderatsmitglied im Heilbronner Stadtparlament, dort dann Fraktionsführer seiner Partei. Im Oktober des gleichen Jahres avancierte Gültig zum SA-Sturmbannführer. Ebenfalls im selben Jahr gab er die Prokura des elterlichen Betriebs ab. Von 1933 bis 1945 war Gültig Sektionsvorsitzender der Sektion Heilbronn des Deutschen Alpenvereins.
Am 16. März 1933 fand eine Gemeinderatssitzung in Heilbronn mit nur 17 von 30 Räten statt, da Sozialdemokraten und Kommunisten verprügelt, verhaftet oder eingeschüchtert worden waren. Die Anwesenden wählten Gültig zum ersten Stellvertreter des erkrankten Oberbürgermeisters Emil Beutinger. Zweiter Stellvertreter wurde Stadtrat Krauß von der Bürgerlichen Vereinigung. Am 17. März wurde Heinrich Gültig zum Staatskommissar ernannt und als solcher am 21. März 1933 vereidigt. Beutinger wurde am 26. Juli auf Grundlage des Gesetzes zur Wiederherstellung des Berufsbeamtentums gegen seinen Willen in den Ruhestand versetzt. Am 16. August 1933 wurde Gültig zum Oberbürgermeister ernannt. Zu seinen Stellvertretern hatte Gültig ohne Beteiligung des Gemeinderates schon am 23. März seine Parteifreunde und Fraktionskollegen Hugo Kölle und Alfred Faber ernannt.
Nach der neuen Deutschen Gemeindeordnung vom April 1935 führte Gültig die Stadt künftig in „voller und ausschließlicher Verantwortung“, die bisherigen Gemeinderäte hatten als Ratsherren nur noch beratende Funktion.
Am 1. Mai 1937 wurde Gültig zum kommissarischen Führer der SA-Standarte 122, im November 1942 wurde er zum SA-Oberführer ernannt.
Beim Luftangriff auf Heilbronn am 4. Dezember 1944 erlebte Gültig die totale Zerstörung der Stadt mit über 6.000 Opfern. Heilbronn stand damit noch vor Stuttgart an der Spitze der Opferzahlen aller Städte in Württemberg. Nach dem Luftangriff stand er bei den Überlebenden in der Kritik, lebensrettende Luftschutz-Anweisungen zum Verhalten im Falle eines Feuersturms nicht weitergegeben zu haben. Am 1. April 1945 wurde Gültig zum Volkssturm eingezogen. Er ernannte Karl Kübler zu seinem Stellvertreter, dieser wurde jedoch am 6. April auf Befehl von Kreisleiter Richard Drauz erschossen, weil er an seinem Haus eine weiße Fahne gehisst hatte. Gültig selbst galt inzwischen als gefallen. Am 12. April 1945 besetzten amerikanische Truppen die Stadt und setzten anderntags Gültigs Vorgänger Beutinger wieder als Bürgermeister ein.
Am 12. März 1945 wurde Gültig in die Molkerei nach Neuenstadt gerufen, wo es zu Problemen mit dort beschäftigten französischen Zwangsarbeitern gekommen sein soll. Gültig und seine zwei Begleiter nahmen den Franzosen André Guyot mit zum Steinbruch in Eberstadt, wo sie ihn erschossen. Gültig meldete die Leiche im Eberstädter Rathaus und kehrte nach Heilbronn zurück.
Am 1. April übernahm Gültig die Führung einer nach ihm benannten Kampfgruppe des Volkssturms, die jedoch nicht mehr zum Einsatz kam. Er geriet kurz vor Kriegsende bei Wangen in französische Kriegsgefangenschaft.

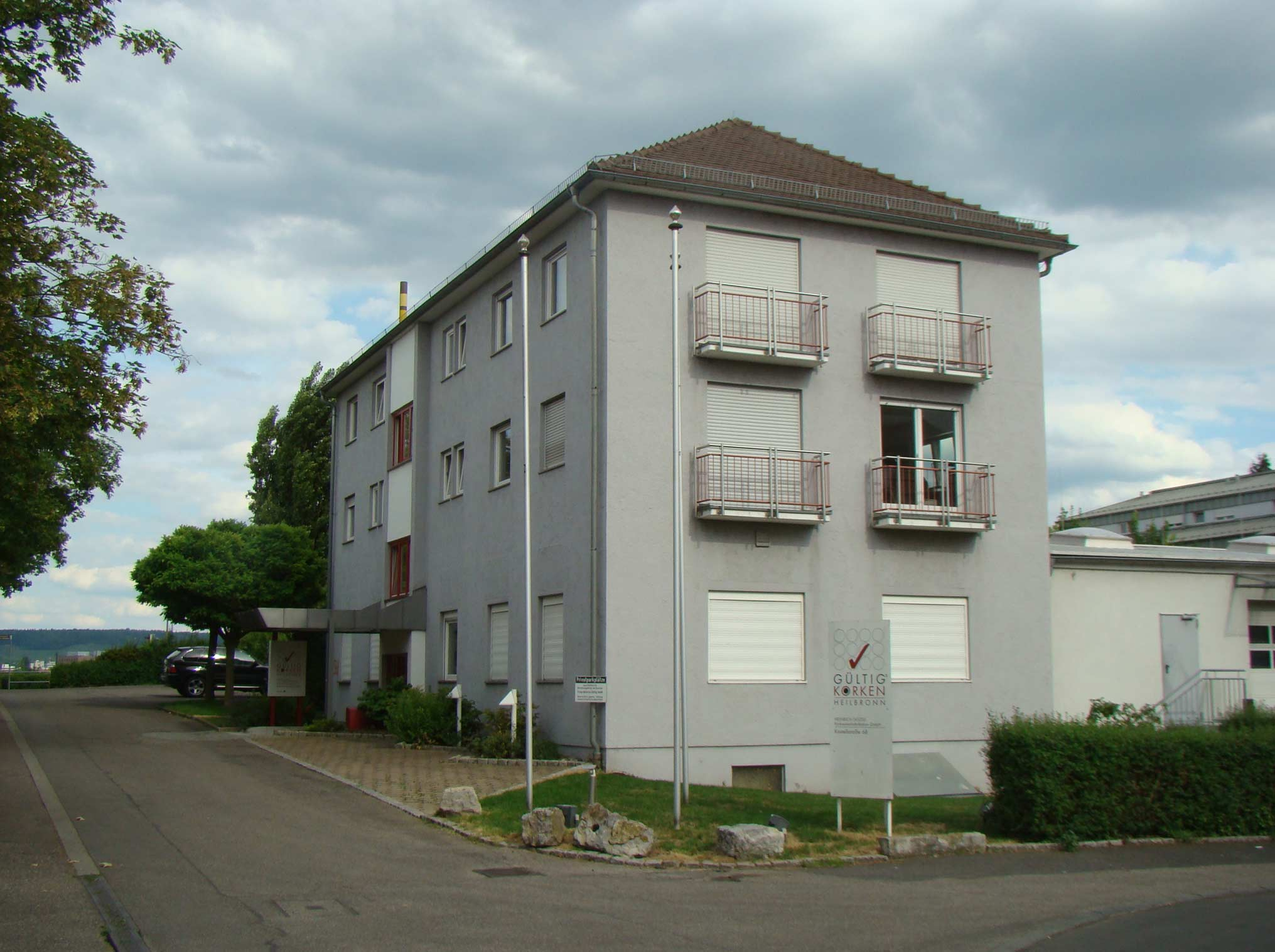
Das Verwaltungsgebäude des von Gültig 1953 übernommenen Unternehmens in Heilbronn-Böckingen

Im Jahr 1948 wurde er für den Mord an dem Franzosen zu 15 Jahren Zuchthaus verurteilt. Bei einem zweiten Prozess vor einem französischen Militärgericht in Rastatt wurde er am 22. Dezember 1952 zu elf Jahren Gefängnis mit Zwangsarbeit verurteilt. Nachdem er insgesamt acht Jahre inhaftiert war, wurde er bei einer Amnestie am 14. Juli 1953 vorzeitig entlassen. Danach prozessierte er vergeblich mit der Stadt Heilbronn um die Rechte eines Beamten auf Lebenszeit, die er als ehemaliger Oberbürgermeister meinte beanspruchen zu können.
Zurück in Heilbronn kaufte er im Dezember 1953 das 1949 gegründete Unternehmen Zuko W. Lahnstein & Co., das Weinkorken fertigte. Das von diesem Unternehmen, nunmehr Heinrich Gültig GmbH, 1956/57 gemeinsam mit Ernst Klenk und Gerhard Strecker von der Weinbauschule Weinsberg entwickelte Gültig-Verfahren zur Sterilisierung von Naturkorken mit Schwefeldioxid hat sich weltweit als Standard durchgesetzt und trägt bis heute seinen Namen.